# 東京ノクターン
『東京ノクターン』（とうきょうノクターン）は、SIONが2005年6月8日にBMG JAPANからリリースした、17枚目のオリジナル・アルバム。

## 解説
デビュー20周年を迎えたSIONの、前作ALIVE ON ARRIVAL2年ぶり、レコード会社移籍第一弾アルバム。

## 音楽性
収録曲「たまには自分を褒めてやろう」（カップリング曲：曇り空、ふたりで）は「SIONと福山雅治」名義で本作と同日にシングルカットされた。

## 収録曲
全作詞・作曲：SION
編曲：松田文（1.2.4.5）井上富雄（3）福山雅治（6）藤井一彦（7.11）細海魚（8.9）
1. どこに行くんだろう (4:14)
2. 夕焼け (5:22)
3. 夏の終わり (4:36)
4. test (3:18)
5. バッカス (5:17)
6. 曇り空、ふたりで (4:55)
7. Snowdrop (5:02)
8. 地下街 (6:07)
9. Darling (4:21)
10. たまには自分を褒めてやろう（ソロアコースティックバージョン） (3:19)
11. 道があるなら (3:59)

## 参加ミュージシャン
- SION：ボーカル、アコースティック・ギター、ハーモニカ
- THE MOGAMI
  - 松田文：アコースティック・ギター、エレクトリック・ギター、エレクトリックマンドリン、バンジョー
  - 藤井一彦：アコースティック・ギター、エレクトリック・ギター
  - 細海魚：ピアノ、オルガン、アコーディオン、エレクトリック・ギター、エレクトロニクス
  - 井上富雄：ウッドベース、エレクトリックベース
  - 池畑潤二：ドラム、パーカッション
- 福山雅治：アコースティック・ギター
- 小倉博和：ガットギター
- 井上鑑：オルガン
- MATARO：ボウラン